# 폴란드-코사크-타타르 전쟁 (1666년~1671년)

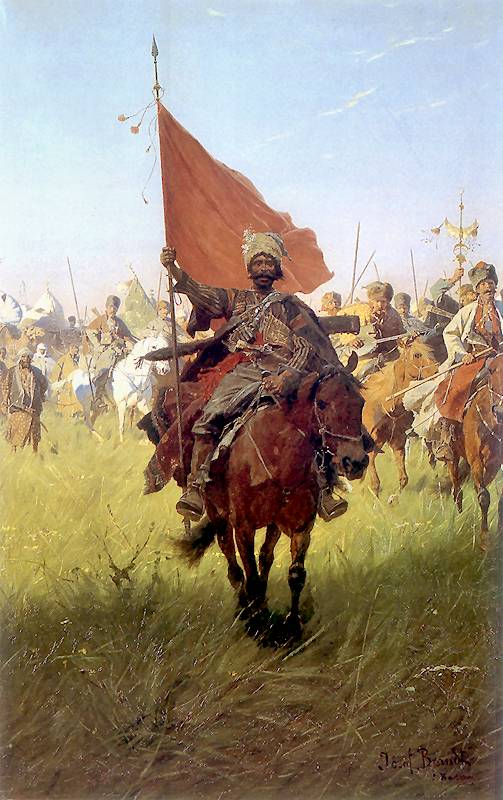
유제프 브란트, 승리의 귀환.

폴란드-코사크-타타르 전쟁은 폴란드-리투아니아 연방과 오스만 제국(실제로는 카자크 수장국과 크림 칸국)(Crimean Khanate))사이에서 우크라이나에서 일어난 전쟁이다. 이 전쟁은 러시아-폴란드 전쟁 (1654년~1667년)의 여파로 일어났고, 폴란드-오스만 전쟁 (1672년~1676년)의 서곡(序曲)이었다.

## 적대감
1666년, 우안 우크라이나(Right-bank Ukraine)의 헤트만(Hetman)인 페트로 도로셴코(Petro Doroshenko)는 우크라이나를 지배하고자 했지만 이 지역 지배를 위해 끝없이 분투하는 폴란드-리투아니아와 러시아 차르국 때문에 야망을 이룰 수 없었다. 그는 우크라이나 내 자신의 영향력을 지키기 위한 마지막 노력으로 술탄 메흐메트 4세(Mehmed IV)와 카자크 수장국(Cossack Hetmanate)을 오스만 제국의 봉신(vassal)으로 인정하는 조약에 서명했다.
그 동안에 폴란드군은 우크라이나 내 불안을 뿌리 뽑고자 했지만 폴란드는 오랜 전쟁(흐멜니츠키 봉기, 대홍수, 러시아-폴란드 전쟁 (1654년-1667년))으로 힘이 많이 약해진 상태였다. 이 기회를 노려 타타르군이 약탈을 하고자 침입했다. 이번 침입에서 타타르군은 도로셴코가 다스리는 카자크 수장국과 동맹을 맺었다. 하지만 그들은 헤트만 얀 소비에스키(Jan Sobieski)가 지휘하는 폴란드군에게 저지당했다. 얀 소비에스키는 1666년부터 1667년까지 계속된 타타르-코사크군의 첫 번째 침입을 저지했고, 포다이체 전투(Battle of Podhajce)에서 승리를 거둔 뒤 타타르-코사크와 휴전 협정을 맺었다.
1670년, 도로셴코는 우크라이나 지배를 위해 재침입했다. 1671년, 폴란드 지지자였던 아딜 기라이(Adil Giray)가 오스만 술탄에 의해 크림 칸국의 칸위(位)에서 쫓겨나고 셀림 1세 기라이(Selim I Giray)가 새로운 칸이 됐다. 셀림은 도로셴코와 손을 잡았다. 그러나 1666-1667년 원정 때와 같이 이번에도 얀 소비에스키에게 패배했다. 이에 셀림은 술탄에게 다시 한 번 충성을 맹세하며 지원을 간청했고 술탄은 이를 받아들였다. 이로써 전쟁은 국경 부근에서의 비정규전에서 정규전으로 승격되었다. 오스만은 그 지역의 통제권을 얻고자 전쟁을 준비했다.

## 같이 보기
- 러시아-폴란드 전쟁 (1654년-1667년)
- 흐멜니츠키 봉기
- 폴란드-오스만 전쟁 (1672년~1676년)

## 참조
- Mała Encyklopedia Wojskowa, 1967, Wydanie I
- Paweł Jasienica "Rzeczpospolita Obojga Narodów – Calamitatis Regnum", ISBN 83-06-01093-0
- Leszek Podhorodecki, "Chanat Krymski i jego stosunki z Polską w XV-XVIIIw.", Warszawa 1987, ISBN 83-05-11618-2
- Leszek Podhorodecki, "Wazowie w Polsce", Warszawa 1985, ISBN 83-205-3639-1